# Попов, Иван Иванович (1975)
Иван Иванович Попов (род. 30 января 1975, Даниловский район, Волгоградская область) — российский военачальник, генерал-майор (2023). Командующий 58-й общевойсковой армией в 2023 году.

## Биография
Родился 30 января 1975 года на небольшом фермерском хуторе Даниловского района Волгоградской области.
В юности хотел пойти по стопам отца в качестве пограничника, стремясь поступить в Алма-Атинское высшее пограничное командное училище, но после распада Советского Союза подал заявление и был принят в Московское высшее военное командное училище в 1992 году.
Первая должность по окончании учёбы — командир взвода в 56-м десантно-штурмовом полку Северо-Кавказского военного округа. Принимал участие во Второй чеченской войне.
Окончил Общевойсковую академию Вооружённых сил РФ и был направлен в оперативное управление штаба Северо-Кавказского военного округа. Принимал участие в российско-грузинской войне (2008). Впоследствии служил в Национальном центре управления обороной.
В 2015 году окончил Военную академию Генерального штаба РФ и был назначен командиром 33-й отдельной мотострелковой бригады в Адыгее. С 2015 по 2017 год — командир 20-й отдельной гвардейской мотострелковой бригады в Волгограде, одновременно начальник Волгоградского военного гарнизона. В сентябре 2017 года ушёл из бригады на повышение, ходили слухи, что он станет заместителем командующего 49-й общевойсковой армией.
Постепенно у Попова сформировалась репутация одного из самых быстрорастущих командиров Сухопутных войск России, участвуя в учениях неоднократно был отмечен командованием. К маю 2018 года занимал должность начальника штаба 22-го армейского корпуса Черноморского флота и одновременно начальника Симферопольского военного гарнизона.
Согласно фото выписки из приказа Министра обороны Российской Федерации от 2 июня 2024 года, опубликованной в телеграм-каналах, генерал-майор Иван Попов досрочно уволен в запас с военной службы «в связи с организационно-штатными мероприятиями».

### Во время вторжения в Украину
В мае 2022 года Попов стал начальником штаба 11-го армейского корпуса в Калининградской области. В июне 2022 года командовал российскими войсками в районе Балаклеи, руководя хаотичным отступлением во время украинского сентябрьского контрнаступления.
К марту 2023 года в качестве командующего 58-й общевойсковой армией, отвечавшей за Запорожское направление, присвоено воинское звание генерал-майора.

#### Скандальное заявление
11 июля 2023 года Telegram-канал ВЧК-ОГПУ сообщил, что Попов был отстранён от командования за требование о ротации вверенных ему частей. На докладе у начальника генштаба Валерия Герасимова он рассказал, что находящиеся на передовой подразделения нуждаются в ротации из-за больших потерь в Пологовском районе Запорожской области. В ответ на это Герасимов обвинил Попова в паникёрстве и шантаже. После этого Попов решил донести информацию уже до верховного главнокомандующего, Владимира Путина, после того как он это попытался сделать, его отстранили.
12 июля 2023 года депутат Госдумы Андрей Гурулёв, в прошлом также командовавший 58-й армией, опубликовал в своём Telegram-канал голосовое обращение голосом Попова и подписанное его именем, которое предназначалось для сослуживцев. В обращении Попов заявил, что его отстранили от должности после того как он доложил командованию о проблемах в российской армии, касающиеся «боевой работы» и обеспечения, и о конфликте со «старшими начальниками». В обращении названа «главная трагедия современной войны»: отсутствие контрбатарейной борьбы и станций артиллерийской разведки, а также массовая гибель российских военнослужащих от артиллерии противника. По словам генерала, приказ о его увольнении был «состряпан за один световой день» и «подписан министром обороны» Сергеем Шойгу, поскольку, как считает Попов, «старшие начальники почувствовали в нём опасность».
После снятия с должности командующего 58-й армией генерал-майор Иван Попов откомандирован для прохождения дальнейшей службы в Группировку войск Вооруженных сил России в Сирии.

## Уголовное преследование и суд
17 мая 2024 года в отношении генерал-майора Попова было возбуждено уголовное дело о мошенничестве (часть 4 статьи 159 УК РФ), он был арестован на два месяца. По данным следствия, Попов продал около 2000 тонн металлоизделий, которые были получены в рамках гуманитарной помощи и предназначались для строительства укреплений в оккупированной части Запорожской области. Заключён под стражу и помещён в СИЗО №2 «Лефортово». Член комитета Госдумы по обороне генерал-лейтенант Виктор Соболев назвал такую причину ареста «бредом» и пояснил, что для строительства инженерных сооружений обычно не используются металлоконструкции. Также против ареста выразили протест патриотические блогеры и некоторые общественные деятели.
24 апреля 2025 года признан виновным в мошенничестве и служебном подлоге Тамбовским гарнизонным военным судом и приговорён к лишению свободы сроком на 5 лет с отбыванием наказания в колонии общего режима, лишён воинского звания генерал-майора, также ему назначен штраф в размере 800 тыс. рублей.

## Награды
- орден Кутузова;
- орден Мужества;
- орден «За военные заслуги»;
- медаль ордена «За заслуги перед Отечеством» 2-й степени с мечами;
- медаль Жукова;
- медали Министерства обороны РФ;
- орден «За заслуги перед Запорожской областью» I степени (23 июля 2025)[28] — за проявленное мужество, профессионализм и выполнение служебного долга[29][30].